# Tjep Hoedemakers
Tjep Hoedemakers (Geldrop, 14 oktober 1999) is een Nederlands hockeyer die sinds 2018 uitkomt voor HC Rotterdam. In zijn jeugd speelde hij voor Oranje Zwart en Oranje Rood.
Hoedemakers debuteerde in november 2021 voor Oranje in de Hockey Pro League 2021/22.  Met de nationale ploeg werd hij olympisch kampioen in 2024.

## Erelijst
Club
- Euro Hockey League 2024/2025 met HC Rotterdam

Nederlands team
- Hockey Pro League 2021/22
- Hockey Pro League 2022/23
- Wereldkampioenschap 2023, Bhubaneswar en Rourkela
- Hockey Pro League 2023/24
- Olympische Spelen 2024, Parijs
- Hockey Pro League 2024/25

1: Maurits Visser (K) ·
4: Lars Balk ·
6: Jonas de Geus ·
7: Thijs van Dam ·
8: Thierry Brinkman (C) ·
9: Seve van Ass ·
10: Jorrit Croon ·
11: Terrance Pieters ·
13: Dennis Warrendam ·
16: Floris Wortelboer ·
18: Teun Beins · 19: Tjep Hoedemakers · 22: Koen Bijen · 24: Steijn van Heijningen · 26: Pirmin Blaak (K) · 27: Jip Janssen · 29: Tijmen Reyenga · 31: Jasper Brinkman · 32: Justen Blok · 34: Dereck de Vilder · Coach: Jeroen Delmee
Seve van Ass ·  
Lars Balk ·  
Koen Bijen ·  
Pirmin Blaak ·  
Justen Blok ·  
Thierry Brinkman ·  
Jorrit Croon ·  
Thijs van Dam ·  
Jonas de Geus ·  
Steijn van Heijningen ·  
Tjep Hoedemakers ·  
Jip Janssen ·  
Floris Middendorp ·  
Joep de Mol ·  
Duco Telgenkamp ·  
Derck de Vilder ·  
Floris Wortelboer ·  
Steijn van Heijningen (invaller) ·  
Tijmen Reyenga (invaller) ·
Coach: Jeroen Delmee
Lars Balk · 
Koen Bijen · 
Justen Blok · 
Thierry Brinkman (C) · 
Jorrit Croon · 
Thijs van Dam · 
Steijn van Heijningen · 
Tjep Hoedemakers · 
Olivier Hortensius · 
Jip Janssen · 
Derk Meijer (GK) · 
Floris Middendorp · 
Joep de Mol · 
Terrance Pieters · 
Tijmen Reyenga · 
Derck de Vilder · 
Maurits Visser (GK) · 
Floris Wortelboer .
Coach: Jeroen Delmee